# 托卡讷-圣阿普尔
托卡讷-圣阿普尔（法語：Tocane-Saint-Apre，法語發音：[tɔkan sɛ̃.t‿apʁ]）是法国多尔多涅省的一个市镇，位于该省中西部，属于佩里格区。该市镇于1852年由原市镇托卡讷（Tocane）和圣阿普尔（Saint-Apre）合并而成。

## 地理
托卡讷-圣阿普尔（45°15'16"N, 0°29'48"E）面积32.35 平方千米，位于法国新阿基坦大区多爾多涅省，该省份为法国西南部内陆省份，是法國本土面积第三大的省，大致对应佩里戈尔地区，北起顺时针与夏朗德省、上维埃纳省、科雷兹省、洛特省、洛特-加龙省、吉倫特省和滨海夏朗德省接壤。
与托卡讷-圣阿普尔接壤的市镇（或旧市镇、城区）包括：大布拉萨克、圣阿基兰、蒙塔格里耶、利勒、芒西尼亚克、瑟贡扎克、杜沙普、圣维克托。

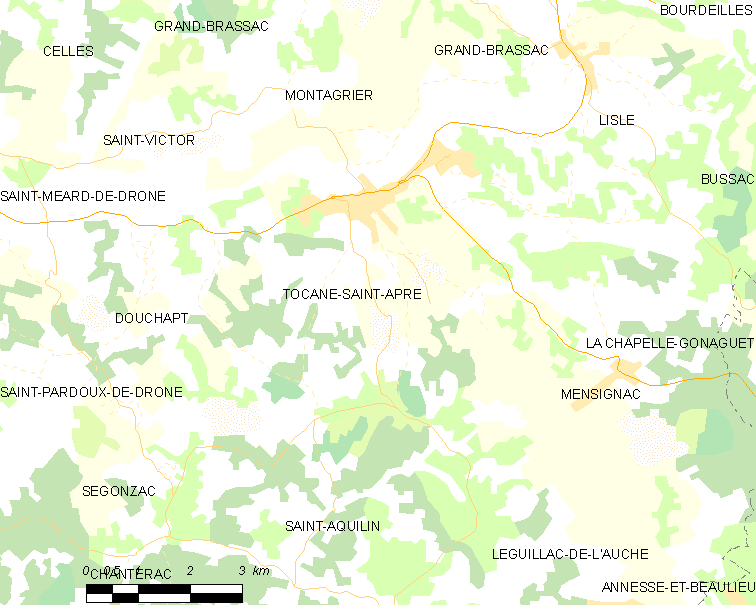
托卡讷-圣阿普尔的OSM定位图

托卡讷-圣阿普尔的时区为UTC+01:00、UTC+02:00（夏令时）。

## 行政
托卡讷-圣阿普尔的邮政编码为24350，INSEE市镇编码为24553。

## 政治
托卡讷-圣阿普尔所属的省级选区为佩里戈尔地区布朗托姆县。

## 人口

1962-2008年间托卡讷-圣阿普尔人口变化图示

托卡讷-圣阿普尔于2022年1月1日时的人口数量为1757人。